# Giulio Sabino (opera)
Giulio Sabino è un'opera di Giuseppe Sarti su libretto di Pietro Giovannini. Lo stesso libretto, con il titolo Epponina, era stato musicato da Giuseppe Giordani (Firenze, 1779).

## Storia
L'opera fu rappresentata per la prima volta nel gennaio del 1781 al Teatro San Benedetto di Venezia. Venne successivamente ripresa con i titoli di Epponina (in due atti) e Tito nelle Gallie.
Questo dramma - ispirato alla figura storica di Giulio Sabino - fu molto popolare all'epoca, tant'è che, eccezionalmente, ne venne pubblicata la partitura e rimase nei cartelloni dei teatri delle principali città europee fino al 1811, venendo spesso tradotto anche in altre lingue.
Tra le varie riprese si ricordano in particolare quella del 1783 a Esterházy e del 1785 a Vienna; fu in seguito pubblicata anche una sonata caratteristica basata su alcuni temi dell'opera.
Nel 1997 l'opera è stata ripresa in prima rappresentazione in epoca moderna al Teatro Alighieri di Ravenna in un'edizione diretta da Ottavio Dantone, con la regia di Federica Santambrogio e che vedeva come protagonista il contralto Sonia Prina.

## Stile metastasiano
Giulio Sabino è un'opera che segue i dettami del tipico dramma metastasiano, ma diversamente da molte opere serie contemporanee, presentando un inizio tendenzialmente romantico e recitativi accompagnati dell'orchestra di grande effetto.
L'opera viene parodiata, mediante citazione di numerose pagine, nell'intermezzo di Salieri Prima la musica e poi le parole: la virtuosa Eleonora fa appunto la parte di Sabino in «Cari oggetti del mio cuore» e in «Non dubitar, verrò».